# 映画 聲の形
『映画 聲の形』（えいが こえのかたち、英語: the shape of voice、英題: A Silent Voice）は、大今良時による漫画『聲の形』を原作とする京都アニメーション制作による日本のアニメーション映画である。脚本は吉田玲子で、監督は山田尚子。
第40回日本アカデミー賞優秀アニメーション作品賞、第26回日本映画批評家大賞アニメーション部門作品賞、第20回文化庁メディア芸術祭アニメーション部門優秀賞、東京アニメアワードフェスティバル2017アニメ オブ ザ イヤー作品賞 劇場映画部門グランプリ受賞作。文部科学省とのタイアップ作品。
主人公の石田将也と先天性の聴覚障害を持つ西宮硝子を中心に、人と人との繋がりやディスコミュニケーションを描く。

## 概要
京都アニメーション所属・山田尚子による長編映画監督3作目となる作品。脚本はこれまでの監督作でもタッグを組んでいる吉田玲子が務めた。アニメーション制作は京都アニメーションが担当。
公開館数は120館と小規模ながら、累計動員177万人を突破、興行収入は23億円を達成し、2016年度の日本映画全体の興収ランキングで第10位、松竹配給作品では第1位となる記録を収めた。
公開までの経緯は以下の通り。
- 2014年
  - 11月19日 - 最終話が掲載された『週刊少年マガジン』51号にて、劇場用アニメーション映画の製作が発表[16]。
- 2015年
  - 10月14日 - 続報として、京都アニメーションが制作し、監督を山田尚子が務めることが発表された[17]。
- 2016年
  - 4月8日 - 公式サイトが公開され、脚本に吉田玲子、キャラクターデザインに西屋太志など、スタッフの情報解禁がなされる。
  - 5月27日 - 主人公・石田将也役に入野自由、西宮硝子役に早見沙織らメインキャストが公表[18]。
  - 6月27日 - 主題歌にaikoの起用が発表される。aiko本人はもともと原作のファンでもあり、「本当にびっくり。読んだ時感動して、自分のライブMCで1巻全部のストーリーを話してしまったほど。とても嬉しいのと同時に、この映画のそばにずっといられる歌をうたいたいと強く思います。」と応えている[19]。
  - 7月8日 - 追加キャストが解禁。また、メインビジュアルと予告編映像が公開された[20]。
  - 8月24日 - 完成披露試写会が丸の内ピカデリーにて行われ、舞台挨拶では西宮硝子役の早見沙織、石田将也の小学生時代を演じた松岡茉優、監督の山田尚子が登壇した[21]。
  - 9月10日 - 新たな映像が追加されたロングPVが公開された[22]。
  - 9月15日 - 『映画『聲の形』公開記念特番 〜映画『聲の形』ができるまで〜』がテレビ静岡・TOKYO MX・メ〜テレ・ABC朝日放送・テレビ北海道・西日本放送・ミヤギテレビ・広島テレビにて順次放送され[23][24]、その後公式HP上でも配信がなされた[25]。

## ストーリー
高校3年生の石田将也はこれまで続けていたアルバイトを辞め、また自室の家具を全て売り、銀行口座から全財産を引き出す。そしてその札束を封筒に入れ、母の眠る枕元に置き家を出ると、橋の上から飛び降りて自殺しようとする。しかし飛び降りることができず断念する。
小学6年生の将也のクラスに先天性の聴覚障害を持つ少女・西宮硝子が転校してくる。硝子は「筆談用ノート」でクラスメイトと交流しようとするが、将也たちは硝子をいじめるようになる。硝子の補聴器が何度も紛失・故障したことで学級会が開かれ、将也が犯人と決めつけられる。将也の母は息子を責めず、補聴器代170万円を弁償する。将也は逆にいじめられる立場となり、硝子も転校してしまう。中学生になっても将也は孤立し、やがて「自分がしたことは自分に跳ね返る。自分は罪を背負い、罰を受ける必要のある人間である。」との思いから人間不信に陥り自分の殻にこもり周囲に心を閉ざしてしまう。
自殺を決意した将也は母親に補聴器代を返し、硝子が通う手話サークルを訪れる。硝子と再会した将也は、手話で「友達になってほしい」と話しかけていた。自殺することを思いとどまった将也は再び手話サークルを訪れるが、硝子の妹西宮結絃に阻まれ、硝子に会えなくなる。
将也はひょんなことから同じクラスの永束友宏と友達になり、永束の助力で将也は硝子と会うようになる。2人は小学生時代硝子と仲良くしていた佐原みよこ、硝子をいじめていた植野直花とも再会し、同じクラスの川井みきと真柴智とも親しくなる。全員で遊園地に遊びにいった将也は、約5年ぶりに人との関わりを楽しむ。しかしその後、川井が昔のいじめの事件を蒸し返したことで、再び将也は孤立してしまう。
夏休みに入り、将也は西宮家に入り浸って過ごす。将也は硝子一家と花火大会を見に行くが、ひとり家に戻った硝子はベランダから飛び降りようとする。将也は彼女を引き上げるが、力つき転落し意識不明になる。硝子は意を決して仲間たちと和解する。深夜、意識を取り戻した将也は病院を抜け出し、橋の上で泣いている硝子を見つける。将也は「君に生きるのを手伝ってほしい」と伝える。
退院した将也は硝子たちと高校の文化祭を回る。将也はようやく自分の殻を破り周囲に心を開き涙を流すのだった。

## キャスト
| 登場人物   | 声優                              |
| ---------- | --------------------------------- |
| 石田将也   | 入野自由（小学生時代 - 松岡茉優） |
| 西宮硝子   | 早見沙織                          |
| 西宮結絃   | 悠木碧                            |
| 永束友宏   | 小野賢章                          |
| 植野直花   | 金子有希                          |
| 佐原みよこ | 石川由依                          |
| 川井みき   | 潘めぐみ                          |
| 真柴智     | 豊永利行                          |
| 島田一旗   | 西谷亮（小学生時代 - 小島幸子）   |
| 広瀬啓祐   | 増元拓也（小学生時代 - 武田華）   |
| 竹内先生   | 小松史法                          |
| 石田美也子 | ゆきのさつき                      |
| 西宮八重子 | 平松晶子                          |
| 将也の姉   | 濱口綾乃                          |
| マリア     | 鎌田英怜奈                        |
| ペドロ     | 綿貫竜之介                        |
| 西宮いと   | 谷育子                            |

## スタッフ
| 原作                            | 原作                            | 大今良時（講談社コミックス刊） |
| 監督                            | 監督                            | 山田尚子 |
| 脚本                            | 脚本                            | 吉田玲子 |
| 音楽                            | 音楽                            | 牛尾憲輔 |
| キャラクターデザイン 総作画監督 | キャラクターデザイン 総作画監督 | 西屋太志 |
| 絵コンテ                        | 絵コンテ                        | 山田尚子・三好一郎・山村卓也 |
| 演出                            | 演出                            | 小川太一・河浪栄作・山村卓也・北之原孝将・石立太一 |
| 設定                            | 設定                            | 秋竹斉一 |
| 作画監督                        | 作画監督                        | 門脇未来・丸木宣明・明見裕子・植野千世子・角田有希・岡村公平・池田和美・西屋太志 |
| 原画チーフ                      | 原画チーフ                      | 北之原孝将・石立太一・佐藤達也 |
| 動画検査                        | 動画検査                        | 藤田奈緒子 |
| 美術監督                        | 美術監督                        | 篠原睦雄 |
| 3D美術                          | 3D美術                          | 鵜ノ口穣二 |
| 色彩設計                        | 色彩設計                        | 石田奈央美 |
| 色指定                          | 色指定                          | 石田奈央美・宮田佳奈 |
| 特殊効果                        | 特殊効果                        | 三浦理奈 |
| 撮影監督                        | 撮影監督                        | 髙尾一也 |
| 3D監督                          | 3D監督                          | 冨板紀宏 |
| 音響監督                        | 音響監督                        | 鶴岡陽太 |
| 音楽プロデューサー              | 音楽プロデューサー              | 中村伸一 |
| 音楽制作                        | 音楽制作                        | ポニーキャニオン |
| 録音                            | 録音                            | 名倉靖 |
| 音響効果                        | 音響効果                        | 倉橋裕宗 |
| 編集                            | 編集                            | 重村建吾 |
| 手話監修                        | 手話監修                        | 越智大輔 |
| 手話コーディネーター            | 手話コーディネーター            | 南瑠霞・蓮子都・中嶋元美 |
| 手話モデル                      | 手話モデル                      | 樺沢環（きいろぐみ）・黒田清一郎・樋口珠音（きいろぐみ） |
| 発音モデル                      | 発音モデル                      | 優希 |
| 設定マネージャー                | 設定マネージャー                | 栗原一樹 |
| 制作プロデューサー              | 制作プロデューサー              | 高島龍平 |
| プロデューサー                  | プロデューサー                  | 大橋永晴・中村伸一・植月幹夫・飯塚寿雄・立石謙介 |
| 企画                            | 企画                            | 八田陽子・古川陽子・西出将之・中嶋嘉美・黒田康太・松下卓也 |
| 企画協力                        | 企画協力                        | 週刊少年マガジン編集部 |
| 取材協力                        | 取材協力                        | 大垣市・大垣フィルムコミッション・大垣市商店街振興組合連合会・東海旅客鉄道株式会社・岐阜フィルムコミッション・養老公園・養老鉄道株式会社・駒込中学高等学校・ナガシマスパーランド・ニコン |
| タイアップ                      | タイアップ                      | Acecook・シーメンス・シグニア補聴器・SoftBank・スクウェア・エニックス・みずほフィナンシャルグループ                                                                                      |
| 協力                            | 協力                            | 全日本ろうあ連盟・東京都聴覚障害者連盟・手話あいらんど |
| 制作協力                        | 制作協力                        | アニメーションDo |
| アニメーション制作              | アニメーション制作              | 京都アニメーション |
| 製作                            | 製作                            | 映画聲の形製作委員会（京都アニメーション・ポニーキャニオン・ABCアニメーション・クオラス・松竹・講談社）                                                                                  |
| 配給                            | 配給                            | 松竹 |

## 製作

### 企画
企画の始まりは2014年、京都アニメーションのプロデューサーが講談社にアニメーション化を持ちかけたことに始まる。企画当初は監督が決まっていなかったが、暫くして山田尚子が抜擢された。本作は京都アニメーション、そして山田尚子にとって、テレビシリーズを挟まない初となる映画作品となった。

### プリプロダクション

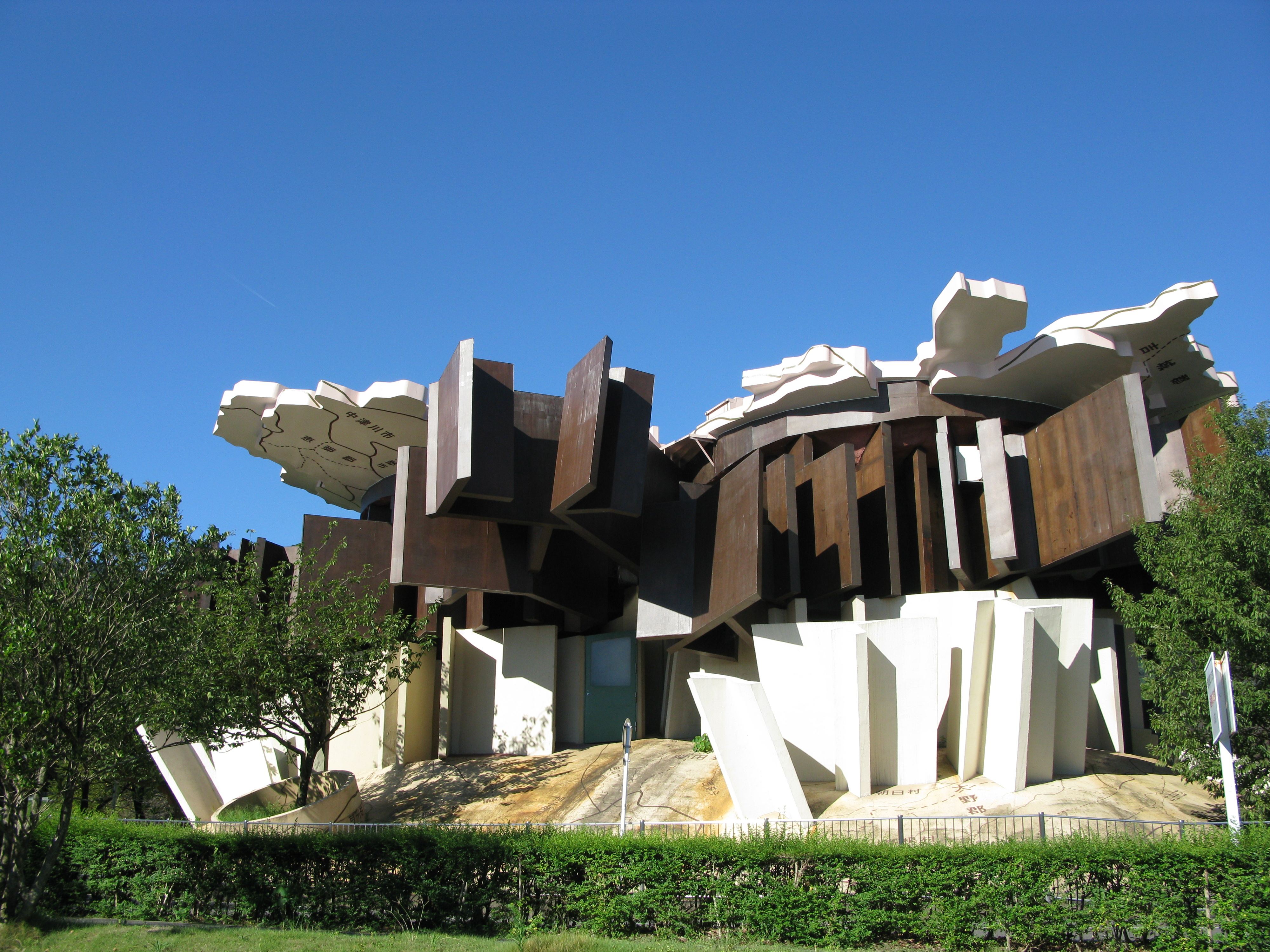
養老天命反転地
『極限で似るものの家』

2015年6月、山田がシリーズ演出を担当したテレビアニメ『響け!ユーフォニアム』の放映終了後、制作が始動した。脚本には、これまでの山田監督作品でも毎回タッグを組んでいる吉田玲子が起用され、シナリオ会議がスタート。監督の山田や脚本の吉田を中心に関係スタッフが集まり、そこに原作者・大今良時も参加した。その中で受けた「これは石田将也の物語」「西宮硝子は天使ではない」といったキーワードを元に、「主人公である将也がちゃんと生きていくための"産声"を上げられること」を芯に、石田将也を物語の軸とする脚本作りが進められた。また、将也と硝子の関係を描く上でポイントとして挙げられたものに、劇中でも登場する養老天命反転地の「極限で似るものの家」があり、そこから、「イコールではないが、無限に同じものへ近づいて行くことを表す"極限値"」というものが1つのコンセプトとして制作された。
脚本を再構築していく上では、「時間が強制的に流れてしまう」という映画の性質を念頭に、「原作の引き写しやただのダイジェストにするのでは無く、その根本の解釈や大事にしているものは変えずに本質を抽出し、1本の映画作品として成立させる」ということに注力された。脚本の吉田は後に、「大今先生からの、"この作品は人と人がコミュニケーションをしようとする姿を描いた"という言葉と、監督・山田の"観た人が許されるような映画にしたい"という言葉が芯となった」と述べている。原作からの主な変更点としては、物語の終わりが成人式のシーンではなく、文化祭シーンに変更されたほか、自主映画製作エピソードのカットがなされた。それらの再構築を通して「1本の映像作品として、石田将也に寄り添った物語を作る」というアプローチが行われた。

脚本が決定稿となった2015年9月中旬より監督による絵コンテ作業が進められ、出来上がった総カット数は2,269カットに及んだ。牛尾による劇伴制作も同年12月、絵コンテ作業と並行してスタートした。
センセーショナルな部分が出てくる作品ではあるが、映画では「繋がりたいけど、繋がれない。伝えたいけど、伝わらない、といった人と人との繋がり、ディスコミュニケーションを描く。」という核となるテーマを定め、制作が行われた。

### 作画
2016年2月より作画がスタート。キャラクターデザイン・総作画監督は西屋太志が担当。作画設計のコンセプトは「キャラクターに存在感があり、アニメとリアルの中間のようなデザイン」。「作品自体には尖った要素もあるので、絵は優しく柔らかく、温かみがあり丸みのあるものを目指す」という指針のもと、絵作りが進められた。今作では、作画監督の役割を画面構成をチェックする「レイアウト作画監督」と、キャラクターの作画や芝居の水準を上げる「原画作画監督」の2手に分け、作画の質と作業能率の向上が図られた。また、レイアウトや原画自体を監修、精査する「原画チーフ」という役職も設けられた。その結果、レイアウトは原画チーフ・演出・レイアウト作監・総作監が、その後の原画は原画チーフ・演出・原画作監がチェックするといった多階層的な作画工程が取られた。
制作にあたり、監督の山田は手話教室にも通学。「手は花であり、ひとつのキャラクターである」という監督の指針のもと、実制作では、まず手話モデルが絵コンテ部分を手話で演技し、解説。その模様をムービーで撮影し、実際に映像を見ながらアニメーターが作画し、出来上がったものを手話監修がチェックする、といった作業が徹底して行われた。手話自体が正しくても、出すタイミングによって意味が異なってしまう場合もあり、その部分も含めての綿密な修正が重ねられた。また、キャラクター毎に手話の熟練度を意識し、将也や佐原は「本で勉強して習得した感じ」、結絃は日常の一部で使用しているため「小学生がヨーヨーをするような手慣れた感じ」、硝子にとっては自分の言語でもあるため「指先の緊張感を大切に」作画演出がなされている。
物語最後の植野と硝子のやりとりで、植野が指文字の手話を使用し「バカ」と言う描写があるが、実際の植野の手話は「ハ・カ」となっている。そこを硝子が正しい手話に訂正して笑顔を浮かべ、心から笑うシーンにもなっている。

### 美術・色彩・撮影
美術のコンセプトは「2.7次元を表現」。「写真のようなリアルではなく、デフォルメのあるデザイン調のものでも無く、その間」が目指された。また、色彩のコンセプトは「落ち着いた自然な色遣い」。
色指定のこだわりの一例として、小学生時代の将也はビビッドさを表現するため黒地のTシャツの色も濃い一方、高校時代は気づかない程度に薄く、洗濯による劣化が見られる。色移りがしたような服もあり、劇中で遊園地に行くシーンでは赤みがかかったものを着ている。また瞳の色に関して、硝子の瞳の中に将也の瞳の色と同じ緑色が「差し色」として使われている。涙の色についても、シーンやキャラクターに応じて様々な色が使用されている。
撮影については、「レンズの処理」についてが特に重要視され、監督の山田や撮影監督の高尾らでディスカッションが繰り返された。また、撮影処理のコンセプトとしては「自然現象をCGに置き換えること」を取り上げ、水面であれば作画的表現に寄せ、一方木漏れ日であれば光をあえて円形にすることでイラストに見せるような工夫などがなされた。
印象的な画面の色みや美しい背景について、山田は以下のように述べている。

### キャスティング
主人公・石田将也役にはオーディションを経て入野自由が起用された。入野は将也について、「単純に"内気なキャラクター"ではない」と述べ、「したいけどできないとか、うれしいのにうまく表現できないとか、そういうふたつのベクトルに引き裂かれている。将也を演じるにあたって、そこを特に意識した。」と振り返っている。また、アフレコのテーマの1つとして「できるだけ自然に会話をしていくこと」を挙げ、「まずアニメーションであることが前提。ごく自然なトーンでセリフを言ったとして、それが映像にのったときにお客さんにどう伝わるのかを考えなくてはならない。そのバランスは必要。」と述べている。
小学生時代の将也役には松岡茉優が直接指名された。監督の山田はあるドラマで松岡が演じた役を気に入っており、そのドラマが本作同様に「とても愛情にまみれた作品で、人と人との心のやりとりがすごくいじらしいもの」であったことから、将也のことを考えた時に松岡の演じた役を思い浮かべた。そして、松岡であれば「素直じゃないけど中身がめちゃくちゃきれい」という点を理解して演じることができると考え、彼女を起用することに決めた。松岡は実写で小学6年生の男子役が来た時と同じような気持ちで役作りに励んだ。また、本職の声優と自身の声を比較して「自分の声でどうすればガキ大将になるのか」と思っていたが、そういった技術的なことは考えずに「将也だったらこういう言い方をするだろう」ということを考えて演じたと振り返っている。
先天性の聴覚障害を持つ少女・西宮硝子役には早見沙織が直接指名された。早見はアフレコ前に、実際に耳が聞こえない人と長時間に渡り会話をし、また山田や音響監督の鶴岡陽太らとの話し合いを通して、役を作り上げていった。監督からは硝子について、「完璧でいい子に見えるかもしれないが、いつもの笑顔は成長過程で身に着けてしまったものであって。すごくもやもやしたものを内面で抱えながら、必死に立ち向かおうと生きている女性。」と伝えられた。早見は後にアフレコを振り返り「言葉では形にはできないのですが、でも確実に経験しているかいないかでは、わたし自身全然違うと思っているんです」とし、芝居や作品とのかかわり方やテーマ、さまざまなものを学んだと述べている。また、山田は硝子についてほかに、「耳が聴こえないことは、硝子という人物の1つの個性であって。それに対して硝子は、試行錯誤しながらも一生懸命生きている。」「一人の女の子として、どういう風な目線で物事を考えるのかなと考えた。あとは、音って硝子にはどういう風に伝わっているのかなと考えたりした。音は耳で聴こえるだけのものじゃなく、大きな音がしたら物が震えたりもしますし。物質としての音を考えました。」と振り返っている。

## 音楽

### オリジナル・サウンドトラック

#### 制作初期からコンセプトワークまで
音楽には、「"きこえ"としての音だけでなく、物質としての音、人の生理に訴える音を大切にしたい。普通の劇伴ではなく電子音楽で、周波数帯域とか、顕微鏡的にちゃんと音を見て作ってる人が良い。」という監督・山田の直接指名により、電子音楽家agraphこと牛尾憲輔が起用される。通常の劇伴音楽では、音響監督や選曲担当がシーン毎に音楽のイメージをまとめたメニュー表を作成し、それを元に作曲家が制作、納品する流れが一般的である。しかし、今作ではそのような形は取らず、脚本が完成した初期段階で牛尾が制作チームの一員として参加し、山田と作品の根幹に関わる観念的で抽象的なコンセプトの共有が徹底して行われた。

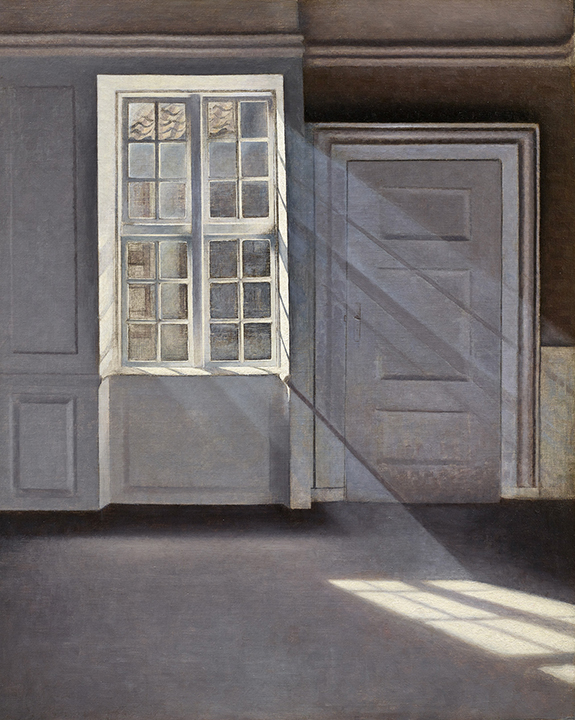
ヴィルヘルム・ハンマースホイ
『陽光、あるいは陽光に舞う塵』

具体的なコンセプトワークとしては、画家であればジョルジョ・モランディの描く静物画の影やヴィルヘルム・ハンマースホイの光の描き方などを元に、"影のにじみ"や"レンズのぼけ"といった物理現象を"音"という物理現象に置き換えていくようなコンセプトなどが共有される。また他にインタビューで言及されている、山田と牛尾の間で参照されたものは以下の通り。
- 現代美術家のゲルハルト・リヒター[60]
- 写真家のベアーテ・ミュラーやアンドレアス・グルスキー[60]
- コンセプチュアル・アーティストのジョセフ・コスース[60]
- 紀友則の詠んだ百人一首「ひさかたの 光のどけき 春の日に 静心なく 花の散るらむ」[60][注 3]

以上のほか、音楽や映画、絵画や彫刻、舞踊・写真・建築まで含めて、具体的な固有名詞でのやり取りが交わされた。

#### 補聴器についてのリサーチ
またコンセプトワークに加え、作中で重要な役割を果たす補聴器についてのリサーチも行われた。補聴器は耳につけるアンプであるため、原理的に雑音という形でノイズが入る。そのノイズをどこまで拾うのか、ノイズと楽音の差は何か、意味のある音とは何なのか、といったことが考えられた末、アップライトピアノというモチーフに辿り着く。実際の制作にあたり牛尾は、「アップライトピアノは鍵盤に爪が当たる音、押された鍵盤によって木製のハンマーが動く音、消音ペダルを踏んだときのフェルトが擦れる音、弦が鳴ったときの共鳴板がきしむ音などさまざまなノイズが鳴ります。なので、それらをすべて録り切るというコンセプトを立て、そのためにピアノを解体し、なかにマイクを設置することで、楽音ではなく雑音を含んだ総体を録るつもりで録音を進めました。」と振り返っている。また、そのコンセプト自体が、自分を取り囲むあたたかで美しい世界から目を背け、耳を塞いでしまっている主人公・将也にも重なり、その将也を取り巻く世界を描き出すのにも、映画館のなかを取り囲む、そうした雑音を含んだピアノのサラウンドが必要で、映画『聲の形』という作品自体にも繋がるものだと気付いた、とも語っている。

#### 実制作から完成まで
牛尾は曲になる前段階の「スケッチ音源」を制作し、それを監督の山田に送付。一方監督からは絵コンテを受け取る、といったキャッチボール形式にて実制作が行われた。また、その絵コンテはデータ形式ではなく紙面で送付され、それを譜面台に立て、作曲が行われた。絵コンテが全て仕上がった段階ではすでに40曲程度が完成。シーン映像に音楽を当てはめるレコーディング作業には山田と牛尾が立ち会い、画面を見てその場でのアレンジや調整、新規音楽の制作が並行して進められた。最終的には82曲が完成。その内約50曲が本編に使用された。本作の劇伴制作を振り返って牛尾は、「将也の物語に寄り添う影のような存在になれたかもしれない。そこにあって当然で、無いと違和感があるが、特別に意識することはないくらい映画と一体になった。」と述べている。
本編未使用曲を含める全61曲を収めたオリジナル・サウンドトラックアルバムが同年9月14日に発売された。

#### その他・エピソード
映画本編を「主人公・将也が2時間かけて生きるための練習をする」と捉え、それに重ね合わせる構成でJ.S.バッハ作曲の「インベンション」という練習曲を元にした楽曲が使われている。具体的には、3つのパートに分かれているバッハのインベンション同様、映画自体も3つの構造に分け、第1パート・第2パートではそれぞれ元にした曲を、"将也の練習"が終わる最後のパートではオリジナルのインベンションが使用された。
植野がバイトをしている猫カフェでかかるBGMは「(i can)say nothing」という題名の牛尾作曲のサントラであるが、その歌詞は英語で「あなたを目の前にすると何も言えなくなっちゃうの」といった内容の曲となっている。また終盤、退院した将也が植野と公園で会話した後の自宅BGMにも同じ曲が使用されている。同様に、将也と永束が初めてファストフードで食事をするシーンで流れる「laser」は、物語の最後、将也が文化祭で自分のクラスに帰ってくるときにも流れる。それに対しては、「永束くんにとって"laser"は"将也との友情のテーマ"。だから文化祭のときに将也が来ることがわかっていた永束くんは、ずーっとループであの曲をかけてクラスで待ってるんですよ。そのあと将也を追いかけていく永束くんが教室のドアを開けると、いったん下がっていた"laser"の音量がもう一回上がる。それはそこに永束くんの気持ちが乗っているからなんです。」と答えている。
最後の文化祭のクライマックスシーンに関しては、監督の山田と音楽の牛尾ともに、着想が得られるまで時間がかかったが、京都アニメーションのスタジオ近くの河原に行くことでイメージが広がり、"気づき"があったという。

### 主題歌
「恋をしたのは」
作詞・作曲 - AIKO  / 歌 - aiko
エンディングテーマとして使用。エンドロール上で背景に流れる黄色い輪は、アカシアの花がモチーフとなっている。

### 劇中使用曲
「MY GENERATION」
作詞・作曲 - Pete Townshend / 歌 - The Who
オープニングテーマとして使用。音響監督・鶴岡からの「心に残るエバーグリーンな曲が使えるといいよね」という話をきっかけに、監督・山田により提案された。理由として山田は「すごい若い時の底抜けに退屈だけどすごい万能感がある感じや、どこか弱さがある感じが、小学生時代の将也と重なった」「たくさんのセリフで将也を説明するよりは、The Whoのこの曲がかかったほうが将也を表現できた」「見ている人がいい意味で将也たちとシンクロしていただけると良いなと思った」と述べている。

「怪獣のバラード」
作詞 - 岡田冨美子 / 作曲 - 東海林修

「Invention No.1 C Dur, BWV 772」
作曲 - JOHANN SEBASTIAN BACH

## 封切り

### 日本国内
2016年9月17日より、新宿ピカデリーほかにて公開。全国120スクリーンという小規模公開ながら、初日2日間で興収約2億8300万円、動員約20万人になり映画観客動員ランキング（興行通信社調べ）で初登場第2位という好成績をあげる。連休を含めた公開3日間では、興収約4億1000万円、動員約30万人を達成。ぴあ初日満足度ランキング（ぴあ映画生活調べ）では、第1位という高い評価を受けた。
公開2週目となる9月24日から9月30日の期間、全劇場を対象に日本語字幕付上映が1日1回行われた。9月24日・25日の映画観客動員ランキングでは、公開館数が倍以上の作品が多数公開される中、第3位を獲得。公開9日が経過した9月26日時点で興収約8億9300万円、動員約67万人を突破、その後、公開12日目となる9月28日には興収約10億円、動員約77万人を達成した。
公開3週目の10月1日・2日の映画観客動員ランキングでも第3位となり、公開から3週連続でベスト3をキープ。10月3日までの公開17日間で動員数100万人を突破し、120館の公開作品としては異例のペースでのヒットを記録する。公開4週目を迎えた10月8日・9日の映画観客動員ランキングでは第4位となったが、スクリーンアベレージでは引き続き高い稼働を記録。その後、公開44日目となる10月30日には興収約20億円、動員約153万人を突破した。また、映画観客動員ランキングでも7週連続トップ10入りを達成した。
その後、セカンドランとして地方を中心とした新たな上映館拡大も順次行われ、2017年1月公開開始のシアターまで含めた総スクリーン数は延べ210スクリーンを超えた。また、公開から2か月半が経過した11月30日時点では興収22億円、累計動員170万人を突破。12月31日からは、独自の音響システムを導入し、音へのこだわりも強く持つ東京都立川市の映画館・立川シネマシティでの「極上音響上映」の実施が決定。当上映では音響監督を務めた鶴岡陽太、音楽の牛尾憲輔、そして監督の山田尚子が直接劇場に赴き、音響の調整や監修が行われた。その後の累計興行収入は、2017年1月の公式発表時点で23億円を記録している。映画配給を担当した松竹による当初の目標額は10億円であり、それを大きく上回る成果となった。

### 日本国外
海外窓口はABCアニメーションが担当。2017年2月現在、世界30の国と地域での世界配給が行われることが決定している。
| 上映日         | 国・地域                       | 映画祭・イベント名                                  | 備考                                                       |
| -------------- | ------------------------------ | --------------------------------------------------- | ---------------------------------------------------------- |
| 2016年10月22日 | スコットランド・エディンバラ   | SLA 2016                                            | ヨーロッパプレミア。                                       |
| 2016年11月6日  | イギリス・リーズ               | 第30回リーズ国際映画祭                              |                                                            |
| 2017年2月5日   | イギリス・ロンドン             | ICA                                                 |                                                            |
| 2017年2月23日  | スコットランド・グラスゴー     | グラスゴー国際映画祭 2017                           | 公式上映とともに、監督の山田尚子による舞台挨拶が行われた。 |
| 2017年5月2日   | イタリア・ボローニャ           | Future Film Festival 2017                           | イタリアプレミア上映。                                     |
| 2017年5月19日  | フランス・カンヌ               | 第70回カンヌ国際映画祭                              | 映画祭併設の国際見本市にてイベント上映。                   |
| 2017年5月25日  | ドイツ・フランクフルト         | Nippon Connection 2017                              | ドイツプレミア上映。                                       |
| 2017年6月3日   | ニュージーランド・ウェリントン | New Zealand Comic con 2017                          |                                                            |
| 2017年6月12日  | フランス・アヌシー             | アヌシー国際アニメーション映画祭 2017               | 長編コンペティション部門ノミネーション作品として公式上映。 |
| 2017年7月3日   | アメリカ合衆国・ロサンゼルス   | Anime Expo 2017                                     | 北米プレミア。                                             |
| 2017年7月28日  | 韓国・ソウル                   | 第21回ソウル国際マンガ・アニメーション映画祭        |                                                            |
| 2017年8月19日  | 韓国・ソウル                   | 第3回Book-film festival                             |                                                            |
| 2017年8月21日  | イタリア・バーリ               | 第15回Imaginaria Film Festival                      |                                                            |
| 2017年9月23日  | オランダ・ロッテルダム         | CAMERA JAPAN Festival 2017                          |                                                            |
| 2017年10月2日  | ルーマニア・ブカレスト         | Anim'Est International Animation Film Festival 2017 |                                                            |
| 2017年10月5日  | スペイン・シッチェス           | 第50回シッチェス・カタロニア国際映画祭              |                                                            |

| 国・地域         | 公開日         | 題名                            | 備考 |
| ---------------- | -------------- | ------------------------------- | --- |
| シンガポール     | 2017年3月9日   | A Silent Voice: The Movie       | 初登場第4位、その後3週連続トップ10入り。 |
| イギリス         | 2017年3月15日  | A Silent Voice: The Movie       | 公開週末は14スクリーンの限定公開。 |
| アイルランド     | 2017年3月15日  | A Silent Voice: The Movie       | 公開週末は14スクリーンの限定公開。 |
| タイ             | 2017年3月23日  | รักไร้เสียง                        | 初登場第5位。 |
| 台湾             | 2017年3月24日  | 電影版 聲之形                   | 封切3日間で約2000万台湾ドル（約7400万円）の興行収入。台北では『美女と野獣』に次ぎ初登場第2位となる。その後5週連続でトップ10入り。 興収では公開3週で約6000万台湾ドル（約2億2000万円）を突破し、台湾公開の日本アニメ映画では『風立ちぬ』の6728万台湾ドルに次ぐ歴代第5位の記録となっている。 |
| カンボジア       | 2017年3月31日  | ស្នេហ៍គ្មានសម្លេង                      | 配給はJaiKon Cambodiaが担当。 |
| オーストラリア   | 2017年4月6日   | A Silent Voice: The Movie       | 39館にて公開。 |
| 香港             | 2017年4月6日   | 電影版 聲之形                   | 3月25日より一部劇場にて先行上映され、その後4月6日より本公開となった。 本公開された初週の興収ランキングは第8位。その後3週連続でトップ10入り。 |
| ニュージーランド | 2017年4月13日  | A Silent Voice: The Movie       | 10館にて公開され、初登場第9位。 |
| マレーシア       | 2017年4月20日  | A Silent Voice: The Movie       | 初登場第8位。 |
| ブルネイ         | 2017年4月20日  | A Silent Voice: The Movie       | 配給はPurple Planが担当。 |
| インドネシア     | 2017年5月3日   | A Silent Voice: The Movie       | 配給はPurple Planが担当。 |
| メキシコ         | 2017年5月5日   | Una voz silenciosa: La Película | 配給はKEM Mediaが担当。 ラテンアメリカ諸国では、映画館チェーン「Cinepolis」にて限定公開された。 メキシコでは初登場第5位を記録。 |
| コスタリカ       | 2017年5月5日   | Una voz silenciosa: La Película | 配給はKEM Mediaが担当。 ラテンアメリカ諸国では、映画館チェーン「Cinepolis」にて限定公開された。 メキシコでは初登場第5位を記録。 |
| エルサルバドル   | 2017年5月5日   | Una voz silenciosa: La Película | 配給はKEM Mediaが担当。 ラテンアメリカ諸国では、映画館チェーン「Cinepolis」にて限定公開された。 メキシコでは初登場第5位を記録。 |
| グアテマラ       | 2017年5月5日   | Una voz silenciosa: La Película | 配給はKEM Mediaが担当。 ラテンアメリカ諸国では、映画館チェーン「Cinepolis」にて限定公開された。 メキシコでは初登場第5位を記録。 |
| ホンジュラス     | 2017年5月5日   | Una voz silenciosa: La Película | 配給はKEM Mediaが担当。 ラテンアメリカ諸国では、映画館チェーン「Cinepolis」にて限定公開された。 メキシコでは初登場第5位を記録。 |
| パナマ           | 2017年5月5日   | Una voz silenciosa: La Película | 配給はKEM Mediaが担当。 ラテンアメリカ諸国では、映画館チェーン「Cinepolis」にて限定公開された。 メキシコでは初登場第5位を記録。 |
| ペルー           | 2017年5月5日   | Una voz silenciosa: La Película | 配給はKEM Mediaが担当。 ラテンアメリカ諸国では、映画館チェーン「Cinepolis」にて限定公開された。 メキシコでは初登場第5位を記録。 |
| 韓国             | 2017年5月9日   | 목소리의 형태                   | 封切5日間で興収約116万ドル（約1億3100万円）を記録。その後、公開2週で約181万ドル（約2億円）を突破した。 |
| フィリピン       | 2017年5月10日  | A Silent Voice: The Movie       | 配給はPioneer Filmsが担当。 |
| ベトナム         | 2017年5月12日  | Dáng hình thanh âm              | 配給はEncore Films Vietnamが担当。 |
| ボリビア         | 2017年6月8日   | Una voz silenciosa: La Película | 配給はMadness Entertainmentが担当。 |
| アルゼンチン     | 2017年6月8日   | Una voz silenciosa: La Película | 配給はMadness Entertainmentが担当。 |
| パラグアイ       | 2017年6月9日   | Una voz silenciosa: La Película | 配給はMadness Entertainmentが担当。 |
| チリ             | 2017年6月17日  | Una voz silenciosa: La Película | 配給はKEM Mediaが担当。 |
| エクアドル       | 2017年6月23日  | Una voz silenciosa: La Película | 配給はKEM Mediaが担当。 |
| コロンビア       | 2017年7月28日  | Una voz silenciosa: La Película | 配給はKEM Mediaが担当。 |
| 中国             | 2017年9月8日   | 声之形                          | 中国で公開される外国映画と同様、中国当局の検閲を経て本土公開に至った。 興行ランキングは『スパイダーマン:ホームカミング』『ダンケルク』に次ぎ初登場第3位。興収では公開3日間で約3200万元（約5.3億円）を記録した。                                                                           |
| ドイツ           | 2017年9月26日  | A Silent Voice: The Movie       | 配給はKazé Animeが担当。 |
| オーストリア     | 2017年9月26日  | A Silent Voice: The Movie       | 配給はKazé Animeが担当。 |
| アメリカ合衆国   | 2017年10月20日 | A Silent Voice: The Movie       | 配給はEleven Artsが担当。 |
| イタリア         | 2017年10月24日 | La Forma della Voce             | 配給はNexo Digitalが担当。 |
| カナダ           | 2017年11月10日 | A Silent Voice: The Movie       | 配給はCineplexが担当。 |
| スペイン         | 2018年3月16日  | A Silent Voice: The Movie       | 配給はセレクタ・ビシオンが担当。 |

## 評価
毎日新聞の学芸部長・勝田友巳は「アニメならではの誇張と省略で、硝子に親切だった級友の変化や、将也の転落を鮮烈に表現」「どの登場人物も完璧ではないし、必ずしも好ましいわけではない。障害者を特別扱いもしなければ、感動の押し売りもない。高校生を取り巻く現実と本音を、赤裸々に描写している。」「終盤には大きな悲劇も待ち構えているけれど、最後はどうにか前を向く。きれい事ばかりの実写映画よりよほど現実を向いている。」「日本アニメはとうに子ども向けの域を出て、独自の表現に達した。心意気もレベルも高い。」と絶賛した。また、産経新聞では 「作画は美しく、キャラクターはかわいらしいが、"人とのコミュニケーションとは何か"という根源的な問いかけを終始、突きつけられる」「心理描写が非常にリアルで、見ていて心が潰されそうになる場面もある。一方、作品の根底には"他人のために生きる尊さ"、”自分の嫌いな部分も愛する大切さ”などが込められ、鑑賞後に感想を語り合いたくなる。」と評され、レビュー最高得点である星5つを獲得した。
第20回文化庁メディア芸術祭では、アニメーション部門優秀賞を受賞。講評では「プロデューサーをはじめとするスタッフ全員が取り組んだのは難しいものをいっぱいに抱えた素材であり、それへのチャレンジ」「原作マンガから映画という表現に歩み出すとき、この作品には誰でもが努力を要するであろうと考えざるをえない2つの要件があった。それは"動き"と"音"。ここが見事であった。」「成長期に直面する他者とのコミュニケーションの難しさやいじめなどの複雑な問題を含む内容を、今までに磨き上げてきた表現技術とその魅力で包み込み、見事に一編のアニメーション映画に仕立て上げている」と評された。
また、日本国外では以下のように批評されている。
イギリス
- Daily Telegraph - 「新海誠・細田守・スタジオポノックに加え、監督・山田尚子の名前を必見のリストに追加する」[160]
- Guardian - 「始まりと終わりで"The Shape of Voice"と表示されるが、それは不思議なほどこの映画の意図する所にぴったり沿っている」「本作は緻密で、感覚に訴えてくる繊細さを持った面白い映画である」[161]
- The Hollywood News - 「音と動き、そしてわずかな溜めによってもたらされるアニメーションは、繊細かつ複雑な視点によって脚色され、完成されている」「力強く感動的であり、驚くほど素晴らしい」[162]
- Total Film - 「思春期の高まった感情とそのドラマを思慮深い視点で見ると、学生時代が常に至上であることが思い出される」[163]
- Radio Times - 「映画で傑出するのは女性監督である山田尚子のディレクション。それは世界を見る新たな方法を真に提示している。」[164]

オーストラリア
- Herald Sun - 「硝子の内面の世界を伝えるために使用された素晴らしいアンビエント音響は、素敵な音楽と共に、全ての面で大きな成功を収めている」[165]
- The Australian - 「山田の演出は繊細であり、そのアニメーションは美しい」[166]

香港
- 南華早報 - 「山田は、ほぼ写真のような現実感のあるアニメーションスタイルを取っている」「牛尾憲輔による劇伴は、映画の複雑な聴覚風景にさらに不安定な要素を加え、観客を西宮硝子の特異で距離のある世界観に近づけるようにしている」「思春期の傷つきやすさや、他にない10代の人生の激変する危難に対し、本物の表現をもって共鳴している」[167]

アメリカ合衆国
- Los Angeles Times - 「本作の痛みを伴うほどの誠実さは、『マイリトルポニー』や『絵文字の国のジーン』といった近年のアメリカアニメーションの特徴である"簡単に皆が友達になり歌を歌うようなもの"に対し、強烈なカウンターを植え付けている。」[168]

### 受賞・ノミネート
| 受賞とノミネーションの一覧                              | 受賞とノミネーションの一覧       | 受賞とノミネーションの一覧 |
| 賞                                                      | 部門                             | 結果                       |
| ------------------------------------------------------- | -------------------------------- | -------------------------- |
| 第40回日本アカデミー賞                                  | 優秀アニメーション作品賞         | 受賞                       |
| 第26回日本映画批評家大賞                                | アニメーション部門 作品賞        | 受賞                       |
| 第20回文化庁メディア芸術祭                              | アニメーション部門 優秀賞        | 受賞                       |
| 第71回毎日映画コンクール                                | アニメーション映画賞             | ノミネート                 |
| 東京アニメアワード2017                                  | アニメーション・オブ・ザ・イヤー | グランプリ                 |
| 東京アニメアワード2017                                  | 脚本賞（対象：吉田玲子）         | 受賞                       |
| 2016年ヒット番付 （日経エンタテインメント!）            | 東前頭                           | 受賞                       |
| 2016年に公開・上映されたアニメ作品 （アニメ！アニメ！） | 劇場・イベント上映部門           | 2位                        |
| FILMARKS AWARDS 2016                                    | 邦画編ベストテン                 | 7位                        |

| 受賞とノミネーションの一覧             | 受賞とノミネーションの一覧          | 受賞とノミネーションの一覧 |
| 賞                                     | 部門                                | 結果                       |
| -------------------------------------- | ----------------------------------- | -------------------------- |
| 2017年アヌシー国際アニメーション映画祭 | 長編コンペティション部門            | ノミネート                 |
| 第50回シッチェス・カタロニア国際映画祭 | アニメーション部門 最優秀長編作品賞 | ノミネート                 |
| 2017年アジア太平洋映画賞               | 最優秀アニメーション映画賞          | ノミネート                 |

## タイアップ・イベント

### 2015年から2016年

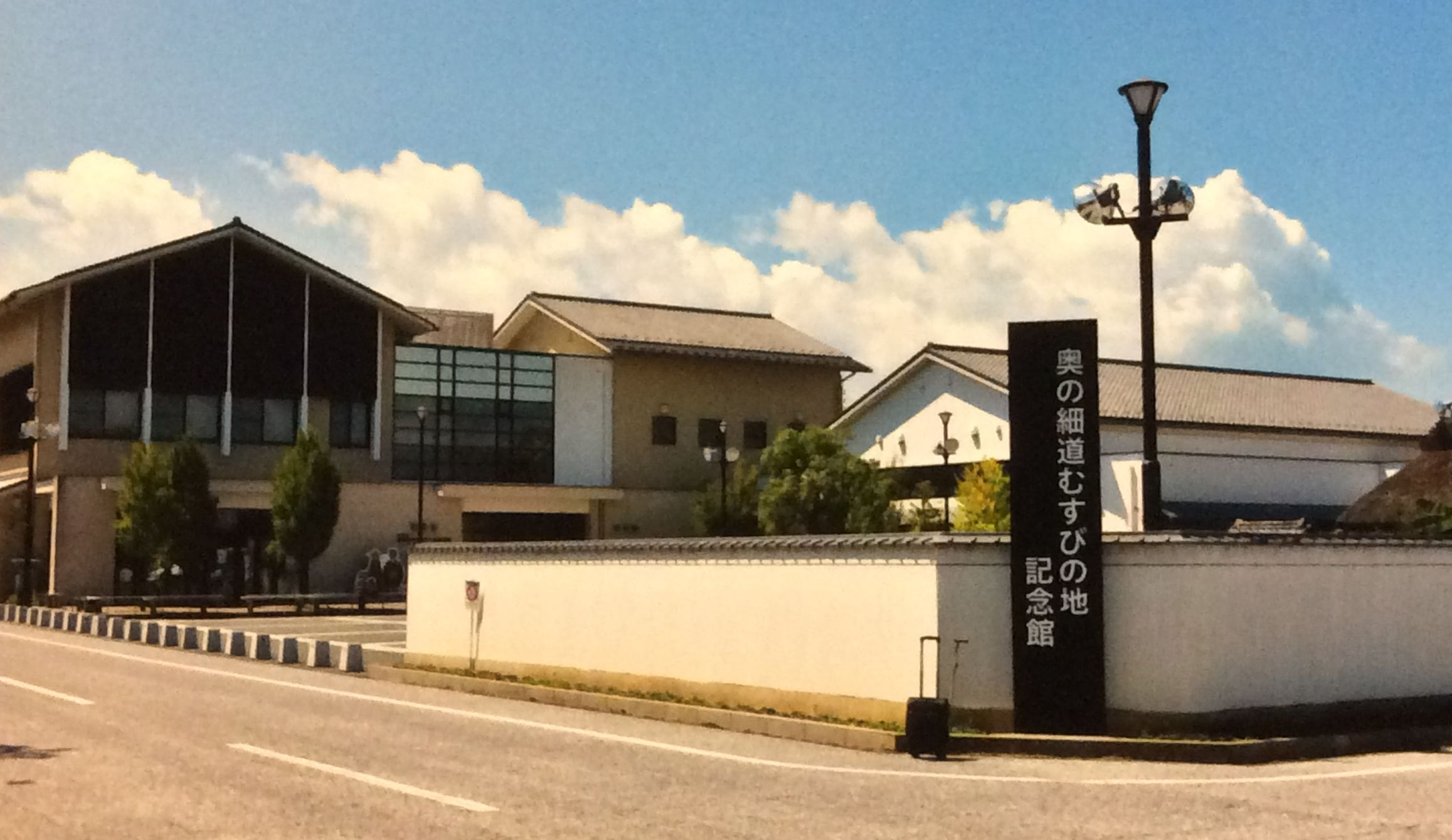
奥の細道むすびの地記念館

大垣市
2015年11月、作品の舞台のモデルとなった岐阜県大垣市は劇場アニメ化発表に合わせ、漫画『聲の形』に登場するシーンを紹介する観光マップとクリアファイルを作成。インターネット上でも情報発信を始めた。
2016年9月2日から10月2日までの期間、iBeaconを活用した「映画『聲の形』スタンプラリー」が開催され、全スポットにチェックインした後、キャンペーンに応募することで大垣市によるオリジナルノベルティグッズが当たるキャンペーンが行われた。
また、同じ期間「クールおおがき推進事業」の一環として、漫画『聲の形』の原画などを展示する「コミックタウンギャラリーおおがき2016」が、奥の細道むすびの地記念館など大垣市街地一帯で開催された。
2016年9月3日には、先行上映となる特別鑑賞会が実施された。会場は大垣市の公共施設スイトピアセンター。午後の部では、主演声優によるビデオメッセージが上映されたほか、小川敏市長による挨拶も行われた。上映会の配慮として、市長の舞台挨拶だけでなく映画本編にも手話通訳が付き、通訳者にはスポットライトが当てられ、そのライトがスクリーンに影響しないような衝立がたてられる等の工夫もなされた。なお、この鑑賞会へはハガキによる事前抽選のもと、県内を中心に東京・大阪・福岡などから約1060人が集まった。上映会の前後には、作品の舞台となったスポットを訪れる「聖地巡礼」を行うファンの存在が報じられた。
同年9月27日から11月30日までの期間、本作と同時期公開された『君の名は。』の舞台にもなった同じ岐阜県の飛騨市と連携し、作品の場面にちなんだ大垣や飛騨で撮影した写真を提示することで、グッズをプレゼントするキャンペーンを新たに開始。また、訪れた人が足跡を残して交流するのに役立てられるよう、商店や観光施設など計23カ所に劇中でも登場する「筆談用ノート」を設置した。

シーメンス シグニア補聴器
世界的な補聴器製造メーカーであるシバントスは、2016年7月19日から8月22日の期間、フェイスブック上にて劇場鑑賞チケットが抽選で当たるタイアップを行った。なお、劇中に登場する補聴器は実際のシーメンスシグニア補聴器を参考に描画されている。

京都アニメーション特集上映
映画の公開を記念し、MOVIX京都では2016年8月29日から9月2日まで、新宿ピカデリーでは9月5日から9月9日までの期間、京都アニメーション関連作品の5夜連続特別上映が行われた。
上映された作品は『映画けいおん！』『響け!ユーフォニアム』『劇場版 響け！ ユーフォニアム』『たまこまーけっと』『たまこラブストーリー』の5作品。

文部科学省
2016年9月2日、文部科学省は啓発を目的とし、映画『聲の形』とのタイアップを行うことを発表。映画配給を担当する松竹株式会社の協力のもとタイアップポスターを作成し、全国の小学校・中学校・義務教育学校・高等学校・中等教育学校および特別支援学校に各2枚の合計約8万枚を配布した。また、文部科学省による特設サイトも公開された。

神奈川県
神奈川県は手話普及推進を目的とし、映画『聲の形』とのコラボを発表。2016年9月10日「神奈川県手話普及推進イベント」を開催し、映画本編の先行上映会を実施。上映後には、手話講習会などを行った。また、同年11月発行の「県のたより11月号」では一面に「手話は、大切な言葉です」というフレーズとともに大きく『聲の形』のイラストを掲載した。

FC岐阜
2016年9月11日、FC岐阜対ジェフユナイテッド千葉戦に合わせて行われた大垣市・養老町ホームタウンデーにおいて、映画『聲の形』とのコラボグッズ販売が実施された。

### 2017年
養老鉄道
劇中でも登場する養老鉄道は2017年2月12日より、映画『聲の形』に登場するシーンをデザインした記念切符・記念入場券を発売。また同年2月19日からは、ポストカード・クリアファイルを発売した。

埼玉県三郷市
三郷市は平成29年（2017年）4月1日施行の「三郷市こころつながる手話言語条例」啓発のため、市の広報紙「広報みさと」平成29年3月号に『聲の形』イラストを多用した記事を掲載した。

文化庁メディア芸術祭
2017年9月16日から9月28日までの期間、第20回文化庁メディア芸術祭の受賞作品展が東京オペラシティアートギャラリーにて開催された。
また、受賞を記念した関連イベントとして同年9月18日、当芸術祭・審査委員の1人である高橋良輔がモデレーター、監督の山田尚子がゲストとして登壇する「トークショー付き上映」が、TOHOシネマズ新宿にて実施された。
同年9月23日にはトット文化館にて、手話で伝えながら鑑賞する「弁士付き上映会」が行われた。

## Blu-ray / DVD
2017年5月17日発売。発売元は京都アニメーション・映画聲の形製作委員会、販売元はポニーキャニオン。
Blu-ray初回限定版には、aikoによる主題歌「恋をしたのは」と、牛尾憲輔による劇伴曲「speed of youth」のそれぞれに沿った新規描き下ろしアニメーションが2本収録される。それに対しての監督・山田尚子によるコメントは以下の通り。
また、Blu-ray版に共通する音声特典として、出演者やスタッフによるオーディオコメンタリーのほか、通常のヘッドフォンでも映画館で鑑賞しているような臨場感のあるサラウンド音声が楽しめる、「DTS Headphone:X」での収録の付録がある。

### Blu-ray 初回限定版
- 本編129分
- 特報・本予告
- 日本語字幕[注 4]
- Blu-ray初回限定特典：スペシャルブックレット、キャラクターデザイン・西屋太志描き下ろし特製ケース
- 映像特典
  - aiko「恋をしたのは」新規描き下ろしアニメーション
  - 牛尾憲輔「speed of youth」新規描き下ろしアニメーション
  - 映画『聲の形』公開記念特番 〜映画『聲の形』ができるまで〜 ロングバージョン
  - インタビュー
    - 山田尚子（監督）・西屋太志（キャラクターデザイン）・篠原睦雄（美術監督）・牛尾憲輔（音楽）

  - 取材地実景映像「将也の見た景色」
  - 舞台挨拶映像
  - ロングPV
  - TV-SPOT 1 / TV-SPOT 2
- 音声特典
  - 新規音声トラック「inner silence」（制作初期に当作品のコンセプトに根ざして作曲されたパイロット楽曲を新たに本制作し、本編全編に渡り収録したアンビエント・ドローン音響）
  - DTS Headphone:X
  - オーディオコメンタリー
    - 山田尚子（監督）×西屋太志（キャラクターデザイン）×石田奈央美（色彩設計）×髙尾一也（撮影監督）[注 5]
    - 早見沙織（西宮硝子役）×悠木碧（西宮結絃役）×山田尚子（監督）[注 6]
    - 山田尚子（監督）×牛尾憲輔（音楽）×鶴岡陽太（音響監督）×名倉靖（録音）[注 7]

### Blu-ray 通常版
- 本編129分
- 特報・本予告
- 日本語字幕
- 音声特典
  - 新規音声トラック「inner silence」（制作初期に当作品のコンセプトに根ざして作曲されたパイロット楽曲を新たに本制作し、本編全編に渡り収録したアンビエント・ドローン音響）
  - DTS Headphone:X
  - オーディオコメンタリー
    - 山田尚子（監督）×西屋太志（キャラクターデザイン）×石田奈央美（色彩設計）×髙尾一也（撮影監督）
    - 早見沙織（西宮硝子役）×悠木碧（西宮結絃役）×山田尚子（監督）
    - 山田尚子（監督）×牛尾憲輔（音楽）×鶴岡陽太（音響監督）×名倉靖（録音）

### DVD
- 本編129分
- 特報・本予告
- 日本語字幕

## テレビ放送
| 回数 | 放送日時                            | 放送局           | 放送枠           | 視聴率（ビデオリサーチ） | 備考         |
| ---- | ----------------------------------- | ---------------- | ---------------- | ------------------------ | ------------ |
| 1    | 2018年03月09日 21時00分 - 23時10分  | WOWOWシネマ      |                  |                          | テレビ初放送 |
| 2    | 2018年03月13日 20時45分 - 22時55分  | WOWOWプライム    |                  |                          | [ 205 ]      |
| 3    | 2018年08月25日 21時00分 - 23時09分  | NHK Eテレ        |                  | 2.5%                     | 地上波初放送 |
| 4    | 2018年09月02日 14時30分 - 16時39分  | NHK Eテレ        |                  | 1.4%                     | 再放送       |
| 5    | 2018年12月28日 12時00分 - 14時10分  | アニマックス     |                  |                          |              |
| 6    | 2018年12月31日 18時30分 - 20時58分  | BS11             |                  |                          | 無料BS初放送 |
| 7    | 2020年07月31日 21時00分 - 23時14分  | 日本テレビ系列   | 金曜ロードSHOW!  | 9.6%                     | [ 210 ]      |
| 8    | 2021年03月19日 23時45分 - 翌1時54分 | NHK BSプレミアム |                  |                          |              |
| 9    | 2021年04月29日 15時35分 - 17時48分  | NHK総合          |                  | 関東2.4%/関西1.3%        | [ 211 ]      |
| 10   | 2024年08月16日 21時00分 - 23時19分  | 日本テレビ系列   | 金曜ロードショー |                          | [ 212 ]      |

### 公開記念特番
公開を記念し『映画「聲の形」公開記念特番　〜映画「聲の形」ができるまで〜』と銘打った特別番組が制作され、公開直前の2016年9月16日から日本全国の放送局で放送された。9月22日にはロングバージョンがYouTubeにて公開された。
| 放送地域       | 放送局       | 放送日        | 放送時間                           | 放送系列       | 備考   |
| -------------- | ------------ | ------------- | ---------------------------------- | -------------- | ------ |
| 静岡県         | テレビ静岡   | 2016年9月16日 | 金曜 2時15分 - 2時45分（木曜深夜） | フジテレビ系列 |        |
| 東京都         | TOKYO MX     | 2016年9月16日 | 金曜 20時29分 - 20時55分           | 独立局         |        |
| 東京都         | TOKYO MX     | 2016年9月23日 | 金曜 19時30分 - 20時00分           | 独立局         | 再放送 |
| 中京広域圏     | メ〜テレ     | 2016年9月17日 | 土曜 1時54分 - 2時24分（金曜深夜） | テレビ朝日系列 |        |
| 近畿広域圏     | 朝日放送     | 2016年9月18日 | 日曜 2時25分 - 2時55分（土曜深夜） | テレビ朝日系列 |        |
| 北海道         | テレビ北海道 | 2016年9月18日 | 日曜 3時05分 - 3時35分（土曜深夜） | テレビ東京系列 |        |
| 岡山県・香川県 | 西日本放送   | 2016年9月19日 | 月曜 2時25分 - 2時55分（日陽深夜） | 日本テレビ系列 |        |
| 宮城県         | ミヤギテレビ | 2016年9月20日 | 火曜 2時59分 - 3時29分（月曜深夜） | 日本テレビ系列 |        |
| 広島県         | 広島テレビ   | 2018年9月22日 | 木曜 1時59分 - 2時29分（水曜深夜） | 日本テレビ系列 |        |

## 動画配信
動画サイト
- Netflix
- U-NEXT
- dTV
- amazonプライム
- TSUTAYA TV
- ビデオパス

## 関連書籍
小説 映画 聲の形（上） / 小説 映画 聲の形(下)
公式ノベライズ。原作漫画からの描写も一部ある。KCデラックス ラノベ文庫刊。著者は川崎美羽。
2016年9月16日上巻発売、ISBN 978-4-06-393038-2　/　2016年11月17日下巻発売、ISBN 978-4-06-393092-4
オトバンクのFeBeにてオーディオブック化されている。ナレーションは倉本夏海。
2017年7月31日 上巻配信、10月6日 下巻配信
映画 聲の形 公式設定集
公式設定集。2016年9月17日発売、ISBN 978-4-90-706456-3。
映画 聲の形 メイキングブック
公式メイキングブック。詳しくは#参考文献を参照。
映画 聲の形 イラストレーションワークス
公式イラスト作品集。2017年3月中旬発売。
映画 聲の形 Keyframes Collection 原画集
公式原画集。2017年3月中旬発売、ISBN 978-4-90-706462-4。